# Yolanda Martín
Yolanda Martín Franco (ur. 12 maja 1975, San Sebastián) – hiszpańska niepełnosprawna sportsmenka uprawiająca boccię, trzykrotna srebrna medalistka paraolimpijska i wielokrotna medalistka mistrzostw świata w kategoriach C1 i BC3.

## Życiorys
Urodziła się w San Sebastián. Już przy jej urodzeniu stwierdzono, że ma porażenie mózgowe.
Pracuje jako urzędniczka.

## Sport
Po raz pierwszy zetknęła się z tą dyscypliną w wieku 16 lat.
W 1996 roku wystąpiła na Letnich Igrzyskach Paraolimpijskich, gdzie zdobyła srebrny medal w indywidualnych zawodach w kategorii C1; startowała również w parach (jej partnerem był Santiago Pesquera), jednak nie zdobyła medalu. Na mistrzostwach świata rozegranych rok później, zdobyła srebrny medal indywidualnie i brązowy medal w parze w kategorii BC3. Na mistrzostwach w Nowym Jorku (1998 rok), zdobyła srebro w zmaganiach indywidualnych. Na kolejnych mistrzostwach świata (1999) zdobyła brązowy medal w zawodach w parze; nie powiodło jej się w zmaganiach indywidualnych, w których zajęła 4. miejsce.
W 2000 roku na letniej paraolimpiadzie, startowała w dwóch konkurencjach. Zdobyła srebro w parze (Santiago Pesquera), zaś w zmaganiach indywidualnych nie przeszła fazy grupowej. W 2001 roku, zdobyła złoto (indywidualnie) i srebro (w parze) na Mistrzostwach Europy rozegranych w Czechach. W 2002 na mistrzostwach świata zdobyła złoto w parze i srebro indywidualnie. Na przestrzeni trzech lat, startowała jeszcze w dwóch edycjach mistrzostw świata, gdzie zdobyła: złoto w parach (Christchurch 2003) i brąz w parach (Rio de Janeiro 2006). W 2004 wystąpiła na Igrzyskach Paraolimpijskich w Atenach, gdzie nie zdobyła jednak żadnego medalu (startowała tylko w zawodach indywidualnych, w których to nie przeszła fazy grupowej). W międzyczasie zdobyła także dwa medale na Mistrzostwach Europy w 2005 roku (brąz indywidualnie i srebro w parze). Występowała jeszcze kilkukrotnie na mistrzostwach świata, jednak bez sukcesów.
W 2008 roku wystąpiła po raz kolejny na igrzyskach paraolimpijskich. Ponownie zdobyła srebrny medal w parze; w zawodach indywidualnych nie przeszła fazy grupowej.
Z powodu braku funduszy, nie pojechała na paraolimpiadę do Londynu w 2012 roku.